# 144000 (número)
144 000 (Cento e quarenta e quatro mil) é um número positivo inteiro, que possui um significado religioso para o cristianismo.

## Aparições na Bíblia
O número 144 000 é mencionado três vezes em Revelação ou Apocalipse, livro bíblico que encerra o Novo Testamento, nas seguintes passagens:
| “ | E ouvi o número dos assinalados, e eram cento e quarenta e quatro mil assinalados, de todas as tribos dos filhos de Israel. | ” |

| “ | E olhei, e eis que estava o Cordeiro sobre o monte Sião, e com ele cento e quarenta e quatro mil, que em suas testas tinham escrito o nome de seu Pai. | ” |

| “ | E cantavam um como cântico novo diante do trono, e diante dos quatro animais e dos anciãos; e ninguém podia aprender aquele cântico, senão os cento e quarenta e quatro mil que foram comprados da terra. | ” |

### Interpretações
Os números 12.000 e 144.000 são interpretados de várias formas no Cristianismo tradicional. Alguns afirmam que os números são apenas simbólicos, a exemplo da Igreja Católica Apostólica Romana. Acreditam que representam todos os do povo de Deus durante toda a história bíblica. Outros ensinam que os números 12.000 e 144.000 são números literais sendo que alguns crêem que os 144.000 são pessoas descendentes de Jaco(chamado também Israel na Bíblia) e que terão um papel específico na escatologia do mundo.

Predefinição:Quo
Segundo alguns protestantes, existem versículos que contradizem algumas interpretações:

Se o número – 144.000 – for levado a sério, certamente ele está muito, mas muito mesmo, abaixo do número de crentes que estarão no céu. Até mesmo as dimensões físicas da Nova Jerusalém (Ap 21.16-17), para não dizer nada quanto ao restante do vasto universo criado por Deus, poderiam conter um número muito maior de pessoas do que 144.000. Apocalipse 7:9 declara que havia, além dos 144.000, `uma grande multidão... de todas as nações´ que eram também redimidos, o que indica não somente que os salvos não se limitam a esse número, mas que a passagem tem mais sentido se tomada de forma literal.— Norma Geisler e Thomas Howe
Pensemos agora no número 144.000. Doze é usado para representar o povo de Deus (12 tribos no Velho Testamento e 12 apóstolos no Novo). Dez é um número completo. Quando Deus quer descrever simbolicamente a totalidade de seu povo, ele usa 12 x 12 x 10 x 10 x 10. Outros termos simbólicos dão significado extra a este número. Eles são israelitas, 12.000 de cada tribo, homens virgens puros. Estes textos não devem ser interpretados como uma designação literal daqueles que irão para o céu. Mulheres, não só homens, estarão no céu. Pessoas que são casadas na terra, não exatamente virgens, estarão lá. Gentios, junto com judeus, estarão no céu. As descrições são simbólicas, tal como é o número. Podemos com certeza esperar ver muito mais do que 144.000 pessoas redimidas no céu.— Dennis Allan
Testemunhas de Jeová
Às Testemunhas de Jeová acreditam que exatamente 144.000 cristãos fiéis do Pentecostes de 33 DC até os dias atuais serão ressuscitados para o céu como seres espirituais imortais para passar a eternidade com Deus e Cristo. Eles acreditam que essas pessoas são "ungidas" por Deus para se tornar parte do "Israel de Deus" espiritual. Eles acreditam que os 144.000 (que consideram sinônimo do "pequeno rebanho" de Lucas 12:32) servirão com Cristo como sacerdotes-rei por mil anos, enquanto todas as outras pessoas aceitas por Deus (as "outras ovelhas" de João 10:16, composto da "grande multidão" de Apocalipse 7:9,14 e dos ressuscitados "justos e injustos" de Atos 24:15), terá a oportunidade de viver para sempre em um paraíso restaurado na terra.
Testemunhas individuais indicam sua reivindicação de serem "ungidas" participando do pão e do vinho no Memorial anual da morte de Cristo. Mais de 19.500 Testemunhas em todo o mundo - um aumento de cerca de 11.000 desde 1995—alegam pertencer ao "remanescente" ungido dos 144.000. Os membros do Corpo Governante que exercem autoridade de ensino sobre as Testemunhas de Jeová em todo o mundo afirmam estar entre os 144.000 ungidos e também se consideram um grupo como o escravo fiel e discreto de Mateus 24:45 e Lucas 12:42.
Isaac Newton
O matemático Sir Isaac Newton (1642-1727) entendia que os santos serão ressuscitados para a vida celestial e governarão com Cristo de modo invisível com base no texto de Apocalipse 5:9, 10. E acreditava que o número 144.000 seria o número de pessoas ´aptas para a vida no céu`. Quanto aos súditos do Reino, ele escreveu: “A Terra continuará a ser habitada por mortais após o dia do juízo e isso não apenas por mil anos, mas para sempre.” O historiador Stephen Snobelen disse que ´´uma das razões pelas quais Newton vislumbrava o Reino de Deus ainda distante no futuro era seu grande pessimismo em relação à profunda apostasia trinitária que via ao seu redor``. Isaac Newton não via nenhum movimento cristão pregando algo semelhante do que ele havia descoberto. Newton escreveu: “‘Então’, disse Daniel, (em Daniel 12:4,) ‘muitos irão por todo lado e o conhecimento aumentará’. Pois o Evangelho tem de ser pregado em todas as nações antes da grande tribulação e o fim do mundo”. Textos como Mateus 24:14 o fazia pensar que em um momento importante da história haveria um grande movimento cristão para divulgar essas descobertas. Também que Apocalipse 7:9, 14 só se cumpriria se houvesse tal proselitismo feito assim como Jesus e seus Apóstolos fizeram. Newton escreveu: “A multidão com palmas nas mãos, que sai dessa grande tribulação, não pode ser considerada inumerável dentre todas as nações a menos que se torne tal pela pregação do Evangelho antes da grande tribulação.” — Observations Upon the Prophecies of Daniel, and the Apocalypse of St. John (publicada em 1733)

A Igreja de Jesus Cristo dos Santos dos Últimos Dias
“O que devemos entender pelo selamento dos cento e quarenta e quatro mil de todas as tribos de Israel – doze mil de cada tribo? Devemos entender que os que são selados são sumos sacerdotes, ordenados na santa ordem de Deus para administrar o evangelho eterno; pois eles são os que são ordenados de cada nação, tribo, língua e povo pelos anjos a quem é dado poder sobre as nações da Terra, a fim de trazerem à igreja do Primogênito todos os que desejarem vir.” (D&C 77:11). 
O Élder Orson Pratt disse:
“Antes da vinda do Senhor (…) deverá ser realizada uma grande obra entre as nações (…). As dez tribos terão que aparecer e vir a esta terra, para serem coroadas com glória em Sião pelos servos de Deus, mesmo os filhos de Efraim; e doze mil sumos sacerdotes serão escolhidos de cada uma destas tribos, bem como das tribos dispersas, e selados na testa, e serão ordenados e receberão poder para reunir dentre todas as nações, tribos, línguas e povos tantos quantos desejarem vir à assembléia geral da Igreja do Primogênito.”
Pentecostais
Alguns grupos Pentecostais acreditam que os 144.000 são os cristãos descendentes de judeus e virgens que irão lutar junto com Jesus Cristo na batalha no Monte Megido (Armagedom) e também purificar e castigar a terra de todo o mal.[carece de fontes?]